# Euphorbia albomarginata
Euphorbia albomarginata är en törelväxtart som beskrevs av John Torrey och Asa Gray. Euphorbia albomarginata ingår i släktet törlar, och familjen törelväxter. Inga underarter finns listade i Catalogue of Life.

## Bildgalleri

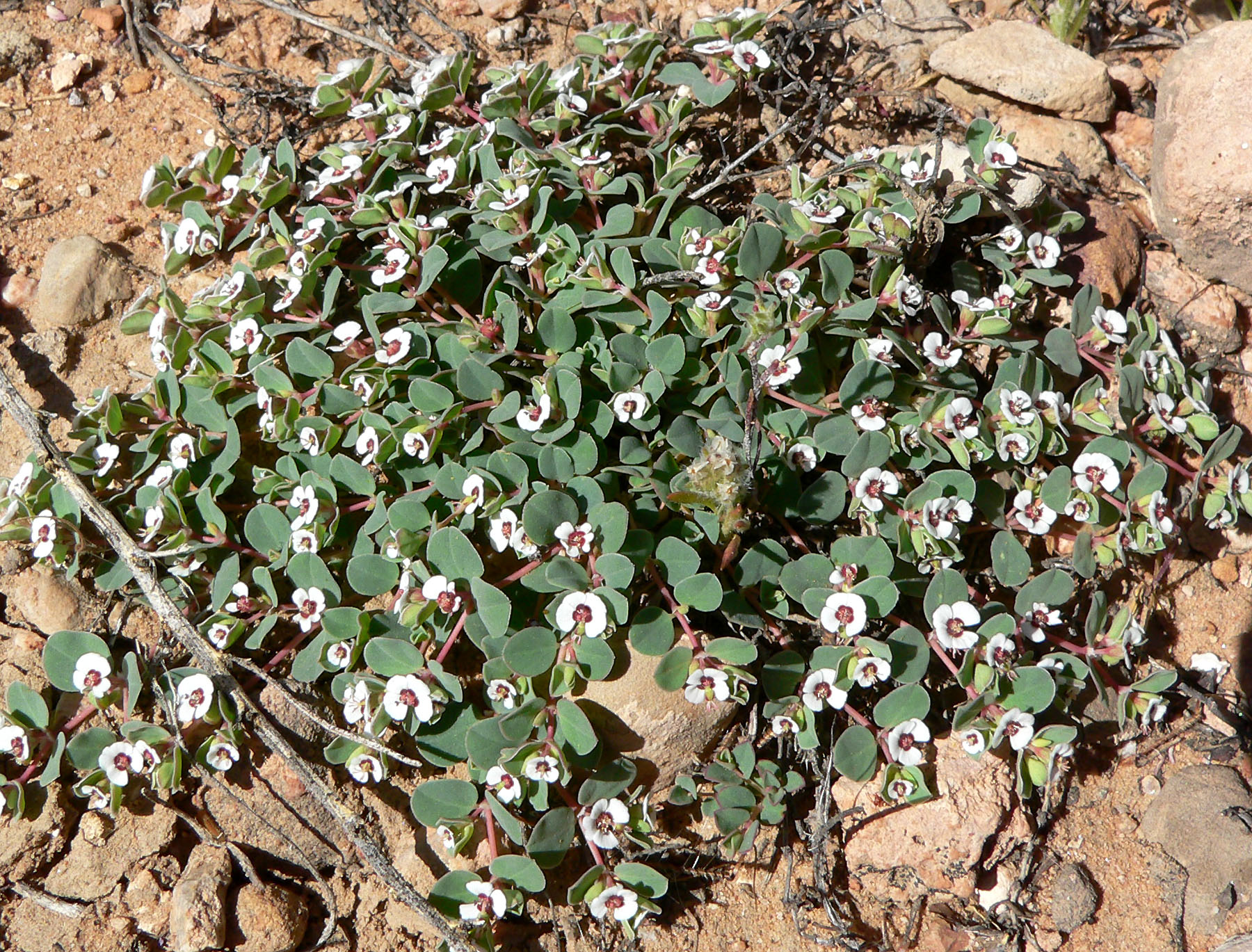
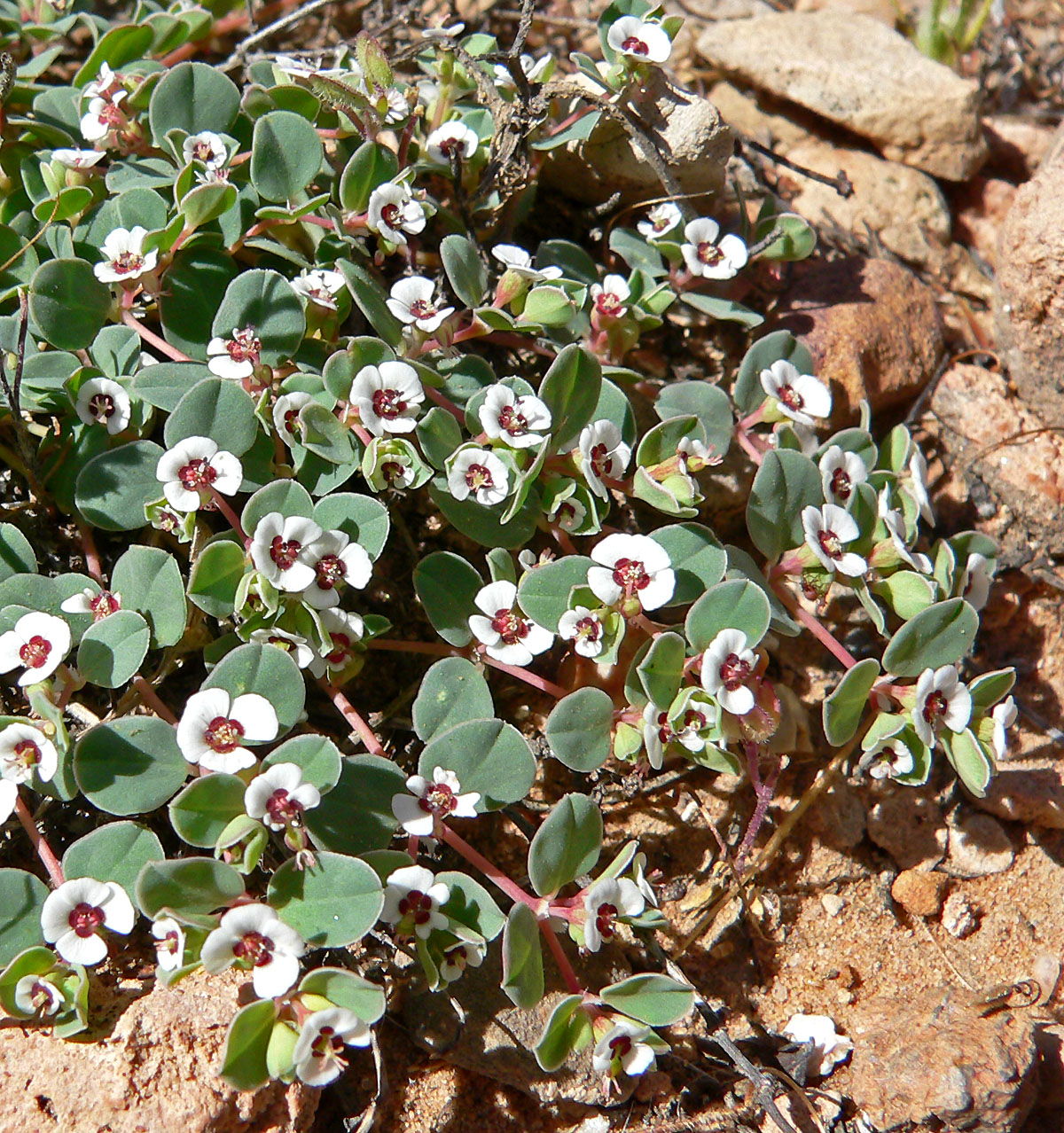
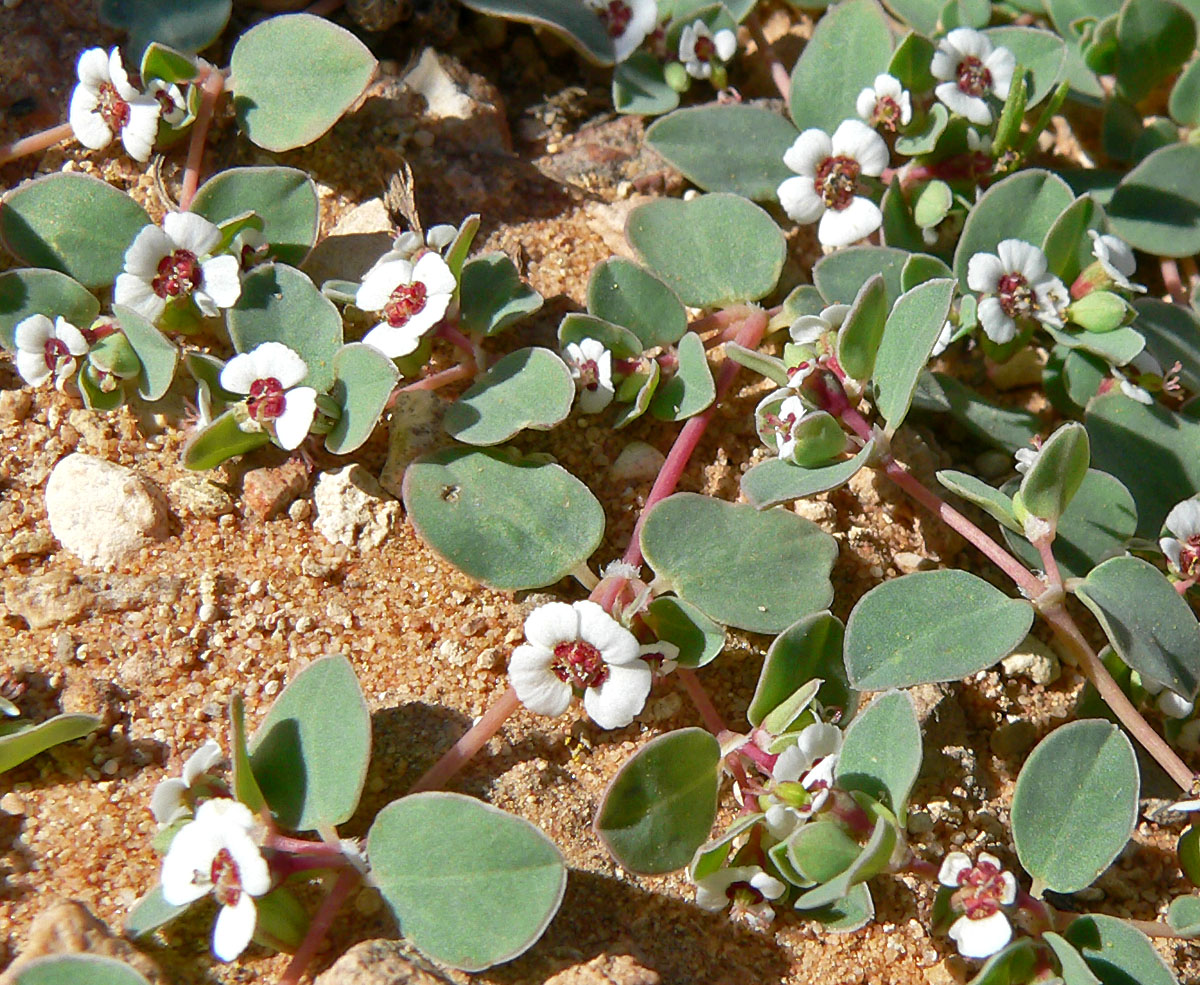
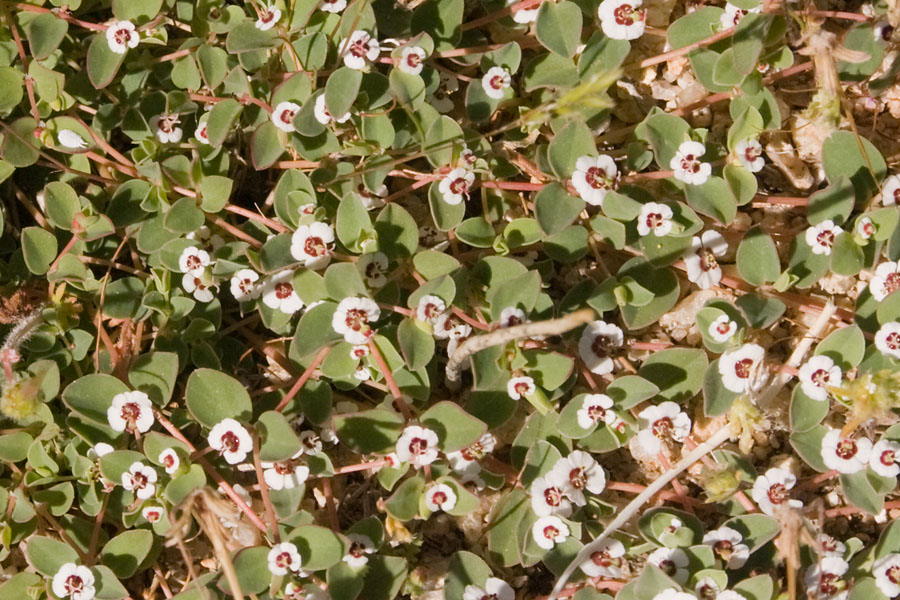